# Spols
Spols ist ein Ort in der Gemeinde Uplengen im Landkreis Leer in Ostfriesland. Die 4,64 Quadratkilometer große Haufensiedlung besteht aus wenigen Gehöften. Sie liegt etwa 3,5 Kilometer nordöstlich von Remels. Ortsvorsteherin ist Wiltraut Broers. Der Ort entstand auf eiszeitlichen Pseudogley-Podsol-Böden. Ursprünglich grenzte er im Osten an das ostfriesische Zentralmoor und im Süden an Niedermoor, die inzwischen beide kultiviert sind.

## Geschichte
Die älteste Spur der Anwesenheit von Menschen im Gebiet des heutigen Dorfes ist ein Steinbeil, das 1953 beim Eggen auf einem Acker am Westhang oberhalb der Niederung des Spolster Vorfluters entdeckt wurde. Es wird in die späten Steinzeit datiert. Ungeklärt ist dagegen der Ursprung des so genannten Bült, einer mit sieben Linden bestandenen Erhöhung in der Dorfmitte. Ausgrabungen fanden dort bis dato nicht statt. Es könnte sich sowohl um ein vorgeschichtliches Hügelgrab, den Teil einer Burganlage,  eine künstliche Erhöhung (Warft), um sich vor Hochwasser zu schützen, oder um ein Brink handeln.
Spols wird erstmals in der Beestbeschreibung des Amtes Stickhausen der Lengener Vogtei von 1598 erwähnt. Spols scheint aber bedeutend älter zu sein. Denn zu dieser Zeit gab es den Angaben zufolge bereits zwölf Bauernhöfe mit einem Viehbestand von 17 Pferden, 26 Ochsen, 45 Kühen und 35 Kälbern. Das Dorf gehörte im Mittelalter zu der historischen Landschaft Lengenerland, ab 1535 zur Lengener Vogtei im Amt Stickhausen, zwischen 1852 und 1859 zum „Amt Remels zu Stickhausen“, danach wieder zum Amt Stickhausen und seit 1885 zum Landkreis Leer.
Am 2. April 1913 erhielten die Dörfer Poghausen und Spols einen Schulbau mit angeschlossener Lehrerwohnung. Die Schule befand sich in etwa auf halber Strecke zwischen Poghausen und Spols. Die Schule verfügte über eine angeschlossene Lehrerwohnung und war für etwa 70 Schüler eingerichtet. Ab 1916 war der aus Ditzum stammende Hermann Tempel, späterer Reichstagsabgeordneter der SPD, aushilfsweise in Poghausen als Lehrer tätig. Die Schule gehörte zunächst einem Schulverband an, bestehend aus den Lehreinrichtungen in Remels, Jübberde, Selverde und Klein-Remels sowie Poghausen/Spols. Ein eigener Schulverband wurde erst 1927 eingerichtet. Der Schulbetrieb dauerte bis 1967: In jenem Jahr wurde in Stapel eine Mittelpunktschule für das nördliche Uplengener Gemeindegebiet eingerichtet.
Während der Weimarer Republik wählten die Einwohner Spols' und Poghausens, die zu einem Wahlbezirk zusammengefasst waren, zunächst mit großer Mehrheit liberal, bereits ab 1924 jedoch ebenso deutlich rechte bis rechtsextreme Parteien. Während die DDP bei der Wahl zur Deutschen Nationalversammlung 1919 noch 65 Prozent erhielt und die anderen Parteien deutlich hinter sich ließ (DNVP: 18,5 Prozent, DVP 10,7 Prozent und SPD 5,8 Prozent), hatte sich das Bild bei der Reichstagswahl im Dezember 1924 grundlegend gewandelt: Die DNVP siegte mit 83,6 Prozent. Bei der Reichstagswahl 1930 erzielte die NSDAP mit 39 Prozent bereits die meisten Stimmen vor der DNVP mit 37,3 Prozent. Drittstärkste Kraft wurde mit 13,6 Prozent der protestantisch-konservative Christlich-Soziale Volksdienst. Die Wahlen im Juli 1932 schließlich erbrachten für die NSDAP 91,6 Prozent der Stimmen, alle anderen Stimmen entfielen auf die DNVP, so dass insgesamt 100 Prozent der Einwohner eine nationalkonservative oder faschistische Partei wählten.
Gemeinsam mit dem Nachbarort Poghausen gründeten die Spolser 1937 eine Freiwillige Feuerwehr. Untergebracht wurde sie in Poghausen. Während des Zweiten Weltkrieges wurden in den landwirtschaftlichen Betrieben in Spols Zwangsarbeiterinnen aus Polen und der Ukraine eingesetzt. Hinzu kamen Kriegsgefangene, die in einem Lager in Poghausen untergebracht waren. Auch sie mussten Arbeit auf den Höfen verrichten, zudem Entwässerungsarbeiten. Kanadische und polnische Truppen eroberten das Gebiet Anfang Mai 1945. Auf ihrem Rückzug sprengten Wehrmachtssoldaten die Spolser Brücke, ansonsten trug das Dorf keine Schäden davon.
Im Gegensatz zum restlichen Ostfriesland war die CDU im Landkreis Leer nach dem Zweiten Weltkrieg bereits sehr frühzeitig organisiert und erzielte dort die besten Ergebnisse innerhalb der Region, während Ostfriesland in seiner Gesamtheit eine klassische SPD-Hochburg ist. Bereits bei der Bundestagswahl 1949 gewannen die Christdemokraten in Spols mit absoluter Mehrheit und gaben sie bei den folgenden Wahlen auch nicht ab. Das Rekordergebnis wurde bei der Bundestagswahl 1965 mit 90,3 Prozent erzielt. Auch bei der „Willy-Brandt-Wahl“ 1972, die der SPD in Ostfriesland ein Rekordergebnis und das Eindringen in manche vorherige CDU-Bastion erbrachte, blieb das Gemeindegebiet ein Rückhalt für die CDU. Lediglich bei der Bundestagswahl 1998, bei der Gerhard Schröder für die SPD antrat, lagen die Sozialdemokraten in Spols mit 41,2 Prozent vorne. Bei der Bundestagswahl 2005 gewann wiederum die CDU mit 62,3 Prozent deutlich vor der SPD (26 Prozent).
Am 1. Januar 1973 wurde Spols in die neue Gemeinde Uplengen eingegliedert.
Der Ort wuchs vor allem durch die Aufnahme von Vertriebenen aus den ehemaligen Ostgebieten des Deutschen Reiches beträchtlich. Sie stellten 1946 60 der insgesamt 230 Einwohner. Dies entsprach einem Anteil von 26,1 Prozent. Der Anteil sank bis 1950 auf 22,4 Prozent (52 von 232 Einwohnern). Unter den Flüchtlinge befand sich auch der spätere Leichtathlet und Olympiamedaillengewinner Manfred Kinder, dessen Familie aus Königsberg geflohen war.
| Jahr | Einwohnerzahl |
| ---- | ------------- |
| 1821 | 58            |
| 1848 | 84            |
| 1871 | 85            |
| 1885 | 78            |
| 1905 | 113           |
| 1925 | 149           |

| Jahr | Einwohnerzahl |
| ---- | ------------- |
| 1933 | 177           |
| 1939 | 171           |
| 1946 | 230           |
| 1950 | 232           |
| 1961 | 173           |
| 1970 | 178           |

### Entwicklung des Ortsnamens
In der Beestbeschreibung wird der Ort Spolß genannt, in der Ostfriesland-Karte des Ubbo Emmius aus den Jahren 1595/99 ist er unter dem Namen Spolse verzeichnet und in der Karte des David Fabricius von 1613 als Spoltze. „Die Bezeichnung entstand möglicherweise in Anlehnung an Raum- und Landschaftsnamen in Westfriesland und Groningen und bezieht sich auf das ostfriesischniederdeutsche Substantiv spalte, spalt mit der Bedeutung spaltiger Torf im Gegensatz zum dichten, schwarzen und harten Torf.“ Eine Zusammensetzung des Personennamens Spole und Heim (spolingi) gilt dagegen als unwahrscheinlich.

## Religion
Kirchlich ist der Ort größtenteils der ev.-luth. Gemeinde Uplengen in Remels zugeordnet, einige Haushalte gehören der Friedenskirche in Ockenhausen an. Ein Teil der Einwohner ist Mitglied der Evangelisch-Freikirchlichen Gemeinde Remels (Baptisten).

## Sehenswürdigkeiten
Zwei Gulfhäuser in der Brinkstraße sind als Baudenkmale ausgewiesen. Ein Naturdenkmal bilden die sieben Linden, die in der Dorfmitte ringförmig auf dem sogenannten Bült angeordnet sind.

## Persönlichkeiten
Der Leichtathlet und mehrfache Olympiamedaillengewinner, Manfred Kinder, wuchs in dem Dorf auf. Seine Familie stammt ursprünglich aus Königsberg, wo Kinder auch geboren wurde, floh aber am Ende des Zweiten Weltkrieges nach Ostfriesland und ließ sich in Spols nieder.